# Karen Krantzcke
Karen Krantzcke (Brisbane, 1 de febrer de 1946 − Tallahassee, 11 d'abril de 1977) fou una tennista professional australiana.
En el seu palmarès destaca un títol de Grand Slam en dobles femenins, l'Open d'Austràlia de 1968 junt a Kerry Melville. Va formar part de l'equip australià de Copa Federació i va participar en el títol aconseguit en l'edició de 1970.

## Biografia
Va morir a l'edat de 31 anys a causa d'un atac de cor mentre practicava fúting, poc després d'haver disputat un partit en un torneig de Tallahassee. Anteriorment ja havia estat més d'un any allunyada de les pistes en descobrir que patia hipoglucèmia.
La WTA va reaccionar a la seva mort creant el guardó Karen Krantzcke Sportsmanship Award que premia anualment una tennista del circuit femení. La ciutat australiana de Canberra va anomenar un dels seus carrers Krantzcke Crescent en el seu honor.

## Torneigs de Grand Slam

### Dobles femenins: 4 (1−3)
| Resultat  | Núm. | Any  | Torneig                  | Parella          | Oponents                                | Marcador      |
| --------- | ---- | ---- | ------------------------ | ---------------- | --------------------------------------- | ------------- |
| Guanyador | 1.   | 1968 | Australian Championships | Kerry Melville   | Judy Tegart Dalton Lesley Turner Bowrey | 6−4, 3−6, 6−2 |
| Finalista | 1.   | 1970 | Open d'Austràlia         | Kerry Melville   | Margaret Court Judy Tegart Dalton       | 3−6, 1−6      |
| Finalista | 2.   | 1972 | Open d'Austràlia (2)     | Patricia Coleman | Helen Gourlay Kerry Harris              | 0−6, 4−6      |
| Finalista | 3.   | 1974 | Wimbledon                | Helen Gourlay    | Evonne Goolagong Peggy Michel           | 6−2, 4−6, 3−6 |

## Palmarès

### Individual: 16 (6−10)
| Títols per superfície |
| --------------------- |
| Dura (0−0)            |
| Gespa (4−7)           |
| Terra batuda (2−2)    |

| Resultat   | Núm. | Data                   | Torneig                   | Superfície   | Oponent            | Marcador        |
| ---------- | ---- | ---------------------- | ------------------------- | ------------ | ------------------ | --------------- |
| Guanyadora | 1.   | 22 de febrer de 1966   | Brisbane, Austràlia       | Terra batuda | Alexis Kenny       | 6−1, 6−2        |
| Guanyadora | 2.   | 5 de juny de 1966      | Beckenham, Regne Unit     | Gespa        | Maria Bueno        | Renúncia        |
| Finalista  | 1.   | 8 d'agost de 1966      | Locust Valley, Austràlia  | Gespa        | Billie Jean King   | 2−6, 0−6        |
| Finalista  | 2.   | 5 d'agost de 1968      | Locust Valley (2)         | Gespa        | Mary-Ann Eisel     | 6−3, 13−15, 6−8 |
| Guanyadora | 3.   | 10 d'octubre de 1968   | Launceston, Austràlia     | Terra batuda | Evonne Goolagong   | 6−1, 6−1        |
| Guanyadora | 4.   | 23 de novembre de 1968 | Adelaida, Austràlia       | Gespa        | Lesley Hunt        | 4−6, 9−7, 6−1   |
| Guanyadora | 5.   | 10 de desembre de 1968 | Brisbane                  | Gespa        | Kerry Melville     | 6−3, 6−4        |
| Finalista  | 3.   | 27 de gener de 1969    | Auckland, Nova Zelanda    | Gespa        | Ann Haydon-Jones   | 1−6, 1−6        |
| Finalista  | 4.   | 28 de juliol de 1969   | Hilversum, Països Baixos  | Terra batuda | Kerry Melville     | 2−6, 6−3, 3−6   |
| Finalista  | 5.   | 17 de novembre de 1969 | Rockdale, Austràlia       | Terra batuda | Kerry Melville     | 3−6, 10−8, 1−6  |
| Finalista  | 6.   | 2 de desembre de 1969  | Brisbane                  | Gespa        | Winnie Shaw        | 9−11, 4−6       |
| Finalista  | 7.   | 5 de juny de 1972      | Chichester, Regne Unit    | Gespa        | Betty Stöve        | Renúncia        |
| Finalista  | 8.   | 19 de juny de 1972     | Londres, Regne Unit       | Gespa        | Chris Evert        | 4−6, 0−6        |
| Finalista  | 9.   | 10 de setembre de 1973 | Saint Louis, Estats Units |              | Rosie Casals       | 4−6, 7−6, 0−6   |
| Guanyadora | 6.   | 29 de desembre de 1973 | Sydney, Austràlia         | Gespa        | Evonne Goolagong   | 6−2, 6−3        |
| Finalista  | 10.  | 10 de gener de 1977    | Auckland (2)              | Gespa        | Heidi Eisterlehner | 4−6, 4−6        |

### Dobles femenins: 61 (24−37)
| Títols per superfície |
| --------------------- |
| Dura (2−8)            |
| Gespa (11−17)         |
| Terra batuda (8−8)    |
| Moqueta (2−4)         |

| Resultat   | Núm. | Data                   | Torneig                             | Superfície   | Parella             | Oponents                                   | Marcador        |
| ---------- | ---- | ---------------------- | ----------------------------------- | ------------ | ------------------- | ------------------------------------------ | --------------- |
| Guanyadora | 1.   | 22 de febrer de 1966   | Brisbane, Austràlia                 | Terra batuda | Patricia Turner     | Robyn Ebbern Madonna Schacht               | 9−11, 6−3, 10−8 |
| Finalista  | 1.   | 30 de maig de 1966     | Manchester, Regne Unit              | Gespa        | Kerry Melville      | Trudy Groenman Elly Krocke                 | 6−1, 4−6, 3−6   |
| Finalista  | 2.   | 12 de juny de 1967     | Beckenham, Regne Unit               | Gespa        | Kerry Melville      | Ann Haydon-Jones Virginia Wade             | 2−6, 6−3, 4−6   |
| Guanyadora | 2.   | 19 de gener de 1968    | Australian Championships, Austràlia | Gespa        | Kerry Melville      | Judy Tegart Lesley Turner                  | 6−4, 3−6, 6−2   |
| Guanyadora | 3.   | 5 d'agost de 1968      | Locust Valley, Austràlia            | Gespa        | Mary-Ann Eisel      | Patti Hogan Peggy Michel                   | 6−0, 6−3        |
| Guanyadora | 4.   | 10 d'octubre de 1968   | Launceston, Austràlia               | Terra batuda | Kerry Harris        | Patricia Edwards Evonne Goolagong          | 6−2, 7−5        |
| Guanyadora | 5.   | 23 de novembre de 1968 | Adelaida, Austràlia                 | Gespa        | Kerry Melville      | Lesley Hunt Judy Tegart                    | 6−1, 6−2        |
| Finalista  | 3.   | 6 de gener de 1969     | Melbourne, Austràlia                | Gespa        | Kerry Melville      | Margaret Smith Court Judy Tegart           | 6−3, 3−6, 2−6   |
| Finalista  | 4.   | 27 de gener de 1969    | Auckland, Nova Zelanda              | Gespa        | Helen Gourlay       | Ann Haydon-Jones Billie Jean King          | 2−6, 8−10       |
| Finalista  | 5.   | 3 de març de 1969      | Caracas, Veneçuela                  | Dura         | Kerry Melville      | Margaret Smith Court Judy Tegart           | 5−7, 6−8        |
| Finalista  | 6.   | 11 de març de 1969     | Barranquilla, Colòmbia              | Terra batuda | Kerry Melville      | Margaret Smith Court Judy Tegart           | 2−6, 4−6        |
| Finalista  | 7.   | 19 de març de 1969     | Fort Lauderdale, Estats Units       | Terra batuda | Virginia Wade       | Margaret Smith Court Judy Tegart           | 3−6, 6−3, 3−6   |
| Guanyadora | 6.   | 31 de març de 1969     | San Juan, Puerto Rico               | Dura         | Kerry Melville      | Mary-Ann Eisel Valerie Ziegenfuss          | 7−5, 7−5        |
| Finalista  | 8.   | 14 d'abril de 1969     | Houston, Estats Units               | Terra batuda | Kerry Melville      | Margaret Smith Court Judy Tegart           | 4−6, 3−6        |
| Finalista  | 9.   | 9 de juny de 1969      | Beckenham (2)                       | Gespa        | Kerry Melville      | Mary-Ann Eisel Julie Heldman               | 5−7, 3−6        |
| Guanyadora | 7.   | 7 de juliol de 1969    | Dublín, Irlanda                     | Gespa        | Kerry Melville      | Rosie Casals Billie Jean King              | 5−7, 6−2, 6−4   |
| Guanyadora | 8.   | 28 de juliol de 1969   | Hilversum, Països Baixos            | Terra batuda | Kerry Melville      | Helen Gourlay Pat Walkden                  | 1−6, 6−4, 6−3   |
| Guanyadora | 9.   | 17 de novembre de 1969 | Rockdale, Austràlia                 | Terra batuda | Kerry Melville      | Jan Lehane Winnie Shaw                     | 4−6, 6−2, 6−3   |
| Guanyadora | 10.  | 2 de desembre de 1969  | Brisbane                            | Gespa        | Christina Sandberg  | Kerry Harris Winnie Shaw                   | 7−5, 6−4        |
| Finalista  | 10.  | 28 de desembre de 1969 | Adelaida                            | Gespa        | Kerry Melville      | Kerry Harris Winnie Shaw                   | Renúncia        |
| Guanyadora | 11.  | 30 de desembre de 1969 | Perth, Austràlia                    | Gespa        | Kerry Melville      | Margaret Smith Court Winnie Shaw           | 6−2, 3−6, 6−3   |
| Finalista  | 11.  | 5 de gener de 1970     | Hobart, Austràlia                   | Gespa        | Kerry Melville      | Margaret Smith Court Judy Tegart-Dalton    | 7−5, 6−8, 2−6   |
| Finalista  | 12.  | 10 de gener de 1970    | Melbourne (2)                       | Gespa        | Kerry Melville      | Margaret Smith Court Judy Tegart-Dalton    | 3−6, 4−6        |
| Finalista  | 13.  | 19 de gener de 1970    | Open d'Austràlia                    | Gespa        | Kerry Melville      | Margaret Smith Court Judy Tegart-Dalton    | 1−6, 3−6        |
| Finalista  | 14.  | 27 de gener de 1970    | Auckland (2)                        | Gespa        | Kerry Melville      | Margaret Smith Court Ann Haydon-Jones      | 0−6, 4−6        |
| Finalista  | 15.  | 22 de març de 1970     | Johannesburg, Sud-àfrica            | Dura         | Kerry Melville      | Rosie Casals Billie Jean King              | 2−6, 2−6        |
| Finalista  | 16.  | 4 de maig de 1970      | Guildford, Regne Unit               | Terra batuda | Pat Walkden         | Margaret Smith Court Judy Tegart-Dalton    | 0−6, 9−7, 4−6   |
| Finalista  | 17.  | 8 de juny de 1970      | Bristol, Regne Unit                 | Gespa        | Kerry Melville      | Margaret Smith Court Judy Tegart-Dalton    | 2−6, 3−6        |
| Finalista  | 18.  | 15 de juny de 1970     | Londres, Regne Unit                 | Gespa        | Kerry Melville      | Rosie Casals Billie Jean King              | 4−6, 3−6        |
| Guanyadora | 12.  | 13 de juliol de 1970   | Hoylake, Regne Unit                 | Gespa        | Kerry Melville      | Judy Tegart-Dalton Julie Heldman           | 6−2, 12−10      |
| Guanyadora | 13.  | 27 de juliol de 1970   | Hilversum (2)                       | Terra batuda | Kerry Melville      | Margaret Smith Court Helga Niessen         | 3−6, 9−7, 7−5   |
| Guanyadora | 14.  | 10 d'agost de 1970     | Hamburg, Alemanya Occidental        | Terra batuda | Kerry Melville      | Winnie Shaw Virginia Wade                  | 6−0, 6−1        |
| Finalista  | 19.  | 28 de març de 1971     | San Juan                            | Dura         | Kerry Melville      | Françoise Dürr Ann Haydon-Jones            | 6−7, 3−6        |
| Finalista  | 20.  | 27 de desembre de 1971 | Open d'Austràlia (2)                | Gespa        | Patricia Coleman    | Helen Gourlay Kerry Harris                 | 0−6, 4−6        |
| Finalista  | 21.  | 19 de gener de 1972    | Long Beach, Estats Units            | Dura         | Helen Gourlay       | Rosie Casals Virginia Wade                 | 4−6, 7−5, 5−7   |
| Finalista  | 22.  | 20 de març de 1972     | Richmond, Estats Units              | Terra batuda | Judy Tegart-Dalton  | Rosie Casals Billie Jean King              | 5−7, 6−7        |
| Finalista  | 23.  | 27 de març de 1972     | San Juan (2)                        | Dura         | Judy Tegart-Dalton  | Rosie Casals Billie Jean King              | 2−6, 3−6        |
| Guanyadora | 15.  | 4 d'abril de 1972      | Jacksonville, Estats Units          | Terra batuda | Judy Tegart-Dalton  | Vicky Berner Billie Jean King              | 7−5, 6−1        |
| Guanyadora | 16.  | 11 d'abril de 1972     | St. Petersburg, Estats Units        | Terra batuda | Wendy Overton       | Judy Tegart-Dalton Françoise Dürr          | 7−5, 6−4        |
| Guanyadora | 17.  | 17 d'abril de 1972     | Tucson, Estats Units                | Dura         | Kerry Harris        | Judy Tegart-Dalton Françoise Dürr          | 6−3, 6−7, 6−3   |
| Guanyadora | 18.  | 1 de maig de 1972      | Indianapolis, Estats Units          | Moqueta (i)  | Rosie Casals        | Judy Tegart-Dalton Françoise Dürr          | 6−2, 6−3        |
| Guanyadora | 19.  | 12 de juny de 1972     | Bristol                             | Gespa        | Helen Gourlay       | Rosie Casals Billie Jean King              | 6−4, 6−2        |
| Finalista  | 24.  | 10 de juliol de 1972   | Dublín                              | Gespa        | Evonne Goolagong    | Brenda Kirk Pat Pretorius                  | 3−6, 10−8, 2−6  |
| Finalista  | 25.  | 14 d'agost de 1972     | Denver, Estats Units                | Dura         | Helen Gourlay       | Françoise Dürr Lesley Hunt                 | 0−6, 3−6        |
| Finalista  | 26.  | 28 de febrer de 1973   | Detroit, Estats Units               | Moqueta (i)  | Betty Stöve         | Rosie Casals Billie Jean King              | 3−6, 6−3, 1−6   |
| Finalista  | 27.  | 5 de març de 1973      | Chicago, Estats Units               | Moqueta (i)  | Betty Stöve         | Rosie Casals Billie Jean King              | 4−6, 2−6        |
| Finalista  | 28.  | 12 de març de 1973     | Richmond (2)                        | Terra batuda | Betty Stöve         | Margaret Smith Court Lesley Hunt           | 2−6, 6−7        |
| Finalista  | 29.  | 26 de març de 1973     | Tucson                              | Dura         | Betty Stöve         | Janet Newberry Pam Teeguarden              | 6−3, 6−7, 5−7   |
| Finalista  | 30.  | 7 de maig de 1973      | Tòquio, Japó                        | Moqueta (i)  | Nancy Richey-Gunter | Laura duPont Kristien Kemmer               | 6−8             |
| Finalista  | 31.  | 9 de juliol de 1973    | Dublín (2)                          | Gespa        | Helen Gourlay       | Margaret Smith Court Virginia Wade         | 6−8, 6−3, 4−6   |
| Guanyadora | 20.  | 16 de juliol de 1973   | Hoylake (2)                         | Gespa        | Virginia Wade       | Patti Hogan Sharon Walsh                   | 5−7, 6−4, 6−1   |
| Finalista  | 32.  | 6 d'agost de 1973      | Nashville, Estats Units             | Terra batuda | Janet Newberry      | Françoise Dürr Betty Stöve                 | 4−6, 7−6, 1−6   |
| Guanyadora | 21.  | 10 de setembre de 1973 | Saint Louis, Estats Units           |              | Mona Schallau       | Betty Stöve Pam Teeguarden                 | 6−4, 7−6        |
| Finalista  | 33.  | 23 d'octubre de 1973   | Honolulu, Estats Units              | Dura         | Helen Gourlay       | Kerry Harris Kerry Melville                | 3−6, 6−3, 3−6   |
| Finalista  | 34.  | 5 de març de 1974      | Dallas, Estats Units                | Moqueta (i)  | Virginia Wade       | María Isabel Fernández Martina Navrátilová | 3−6, 6−3, 3−6   |
| Finalista  | 35.  | 29 d'abril de 1974     | Hilton Head, Estats Units           | Terra batuda | Helen Gourlay       | Olga Morozova Rosie Casals                 | 2−6, 1−6        |
| Guanyadora | 22.  | 17 de juny de 1974     | Eastbourne, Regne Unit              | Gespa        | Helen Gourlay       | Chris Evert Olga Morozova                  | 6−2, 6−0        |
| Finalista  | 36.  | 24 de juny de 1974     | Wimbledon, Regne Unit               | Gespa        | Helen Gourlay       | Evonne Goolagong Peggy Michel              | 6−2, 4−6, 3−6   |
| Guanyadora | 23.  | 2 de juny de 1975      | Chichester, Regne Unit              | Gespa        | Judy Tegart-Dalton  | Patti Hogan Greer Stevens                  | 4−6, 6−1, 6−4   |
| Finalista  | 37.  | 9 de juny de 1975      | Beckenham (3)                       | Gespa        | Judy Tegart-Dalton  | Linky Boshoff Patti Hogan                  | 6−3, 7−9, 5−7   |
| Guanyadora | 24.  | 20 de març de 1977     | San Antonio, Estats Units           | Moqueta (i)  | Kym Ruddell         | Judy Connor Jane Preyer                    | 6−3, 6−0        |

### Dobles mixts: 1 (0−1)
| Títols per superfície |
| --------------------- |
| Dura (0−0)            |
| Gespa (0−0)           |
| Terra batuda (0−1)    |

| Resultat  | Núm. | Data                 | Torneig             | Superfície   | Parella     | Oponents                   | Marcador |
| --------- | ---- | -------------------- | ------------------- | ------------ | ----------- | -------------------------- | -------- |
| Finalista | 1.   | 22 de febrer de 1966 | Brisbane, Austràlia | Terra batuda | John Cooper | Robyn Ebbern Owen Davidson | 4−6, 4−6 |

### Equips: 1 (1−0)
| Resultat   | Núm. | Data               | Torneig                                      | Superfície   | Equip              | Oponents                 | Marcador |
| ---------- | ---- | ------------------ | -------------------------------------------- | ------------ | ------------------ | ------------------------ | -------- |
| Guanyadora | 1.   | 24 de maig de 1970 | Copa Federació, Friburg, Alemanya Occidental | Terra batuda | Judy Tegart-Dalton | Helga Hösl Helga Niessen | 3−0      |

## Trajectòria

### Individual
| Australian Championships                                                                                                   | 1R | 2R | 3R | 3R | QF | QF | SF | A | 2R | QF | QF | A | A | SF | A | 0 / 11 |
| Internationaux de France                                                                                                   | A  | A  | 3R | 2R | 3R | 1R | SF | A | 3R | A  | A  | A | A | A  | A | 0 / 6  |
| Wimbledon | A  | A  | 4R | 3R | 2R | 4R | QF | A | 2R | 2R | 4R | A | A | A  | A | 0 / 8  |
| US Championships | A  | A  | A  | 3R | 2R | QF | A  | A | 2R | 2R | 1R | A | A | A  | A | 0 / 6  |
| Llegenda: G: Guanyadora; F: Finalista; SF: Semifinalista; QF: Quarts de final; Q: Qualificació; A: Absent; RR: Round Robin |    |    |    |    |    |    |    |   |    |    |    |   |   |    |   |        |

### Dobles femenins
| Australian Championships                                                                                                   | QF | 2R | QF | QF | G  | SF | F  | A | F  | QF | QF | A | A | 1R | A | 0 / 11 |
| Internationaux de France                                                                                                   | A  | A  | 3R | QF | 2R | SF | 3R | A | SF | A  | A  | A | A | A  | A | 0 / 6  |
| Wimbledon | A  | A  | SF | QF | 3R | SF | SF | A | 2R | 1R | F  | A | A | A  | A | 0 / 8  |
| US Championships | A  | A  | A  | 3R | QF | 2R | A  | A | 1R | QF | QF | A | A | A  | A | 0 / 6  |
| Llegenda: G: Guanyadora; F: Finalista; SF: Semifinalista; QF: Quarts de final; Q: Qualificació; A: Absent; RR: Round Robin |    |    |    |    |    |    |    |   |    |    |    |   |   |    |   |        |

### Dobles mixts
| Australian Championships                                                                                                   | A  | A  | SF | QF | A  | A | A  | A  | A  | 0 / 2 |
| Internationaux de France                                                                                                   | 2R | QF | 2R | 3R | 3R | A | A  | A  | A  | 0 / 5 |
| Wimbledon | QF | SF | 4R | SF | QF | A | QF | SF | 4R | 0 / 8 |
| US Championships | A  | SF | A  | 2R | A  | A | 2R | A  | A  | 0 / 3 |
| Llegenda: G: Guanyadora; F: Finalista; SF: Semifinalista; QF: Quarts de final; Q: Qualificació; A: Absent; RR: Round Robin |    |    |    |    |    |   |    |    |    |       |